# Amen & Goodbye
Amen & Goodbye è il quarto album in studio del gruppo musicale statunitense Yeasayer, pubblicato nel 2016.

## Tracce
1. Daughters of Cain – 1:53
2. I Am Chemistry – 5:01
3. Silly Me – 3:22
4. Half Asleep – 4:17
5. Dead Sea Scrolls – 3:25
6. Prophecy Gun – 3:59
7. Computer Canticle 1 – 0:28
8. Divine Simulacrum – 2:55
9. Child Prodigy – 0:59
10. Gerson's Whistle – 5:06
11. Uma – 3:13
12. Cold Night – 4:13
13. Amen & Goodbye – 0:35